# Louis-François de Chamillart de La Suze
Louis-François de Chamillart, marquis de La Suze, né le 15 juillet 1751 à Paris et décédé le 16 avril 1833 au château de Courcelles la Forêt, est un homme politique français.

## Biographie
Issu de la famille Chamillart, il est le fils de Louis Michel Chamillart, marquis de Courcelles et de La Suze, grand maréchal des logis de la Maison du roi, lieutenant général des armées du Roi, gouverneur de Mont-Dauphin, et de son épouse Anne Madeleine Chauvelin.
Il est le petit-fils de Germain Louis Chauvelin, garde des sceaux du roi Louis XV, l'arrière petit-fils du ministre de Louis XIV Michel Chamillart.
Jusqu'à la Révolution, il est, après son père, grand maréchal des logis de la Maison du roi.
Militaire, il sert comme mestre de camp du régiment Dauphin-infanterie (1780). En 1790, il est promu maréchal de camp. Emigré, il commande une compagnie à l'Armée des princes et reçoit la croix de chevalier de Saint Louis.
Il rentre en France en 1801 et reste à l'écart jusqu'à la Première Restauration, en 1814, où il reprend ses fonctions de grand maréchal des logis du Roi. Il est fait lieutenant général.
Ayant suivi le roi Louis XVIIII à Gand pendant les Cent-Jours, il est fait pair de France à la Seconde Restauration, par une ordonnance du 17 août 1815, puis marquis-pair par une autre ordonnance du 31 août 1819.
À la Chambre des pairs, il soutient fidèlement les gouvernements de la Restauration. Au procès du maréchal Ney, il vote pour la mort.
Il refuse de prêter serment à la monarchie de Juillet et cesse de siéger à la Chambre des pairs après la révolution de juillet 1830.

### Mariage et descendance
Il épouse à Paris le 25 novembre 1775 Catherine Louise de Santo-Domingo, morte à Paris le 11 avril 1826, avec laquelle il demeurait au château de Courcelles la Forêt (Sarthe). Tous deux ont uniquement un fils :
- Alphonse Louis de Chamillart, marquis de La Suze, émigré, colonel, commandant la Légion de la Sarthe, chevalier de Saint-Louis et de la Légion d'honneur (1776-1871), marié en 1801 avec Henriette Louise de Saint-Pol. Tous deux deux furent les derniers à habiter le château de Courcelles. Dont postérité[6].

### Distinctions
- Chevalier de l'ordre royal et militaire de Saint Louis
- Officier de la Légion d'honneur
- Chevalier des ordres du Roi (1825)

## Sources
- Adolphe Robert et Gaston Cougny, Dictionnaire des parlementaires français, Edgar Bourloton, 1889-1891 [détail de l’édition]